# Campeonato Sul-Americano de Atletismo Sub-23 de 2018
A 8ª edição do Campeonato Sul-Americano de Atletismo Sub-23 de 2018 foi organizado pela CONSUDATLE, para atletas com até 23 anos classificados como Sub-23. As provas foram realizadas na Pista de Atletismo Jefferson Pérez, em Cuenca, no Equador, no período de 29 a 30 de setembro de 2018. Foram disputadas 44 provas com a presença de 233 atletas de 11 nacionalidades, com destaque para o Brasil que obteve 34 medalhas no total, sendo 15 de ouro. 

## Resultados
Esses foram os resultados do campeonato. 

### Masculino
| Evento                      | Ouro                                                                         | Ouro       | Prata                                                                                       | Prata      | Bronze                                                                          | Bronze     |
| --------------------------- | ---------------------------------------------------------------------------- | ---------- | ------------------------------------------------------------------------------------------- | ---------- | ------------------------------------------------------------------------------- | ---------- |
| 100 metros                  | Derick Silva (BRA)                                                           | 10.17      | Otilio Rosa (ARG)                                                                           | 10.50      | Ignacio Nordetti (CHI)                                                          | 10.60      |
| 200 metros                  | Otilio Rosa (ARG)                                                            | 21.06      | Carlos Perlaza (ECU)                                                                        | 21.13      | Enzo Faulbaum (CHI)                                                             | 21.20      |
| 400 metros                  | Anthony Zambrano (COL)                                                       | 45.19      | Alison Santos (BRA)                                                                         | 45.97      | Bruno Benedito Da Silva (BRA)                                                   | 46.23      |
| 800 metros                  | Matheus Pessoa (BRA)                                                         | 1:49.67    | Marco Antonio Vilca (PER)                                                                   | 1:50.52    | Rafael Muñoz (CHI)                                                              | 1:51.10    |
| 1 500 metros                | Carlos Santiago Hernández (COL)                                              | 3:59.47    | Cleber Cisneros (PER)                                                                       | 4:00.66    | Diego Uribe (CHI)                                                               | 4:01.21    |
| 5 000 metros                | Yuri Labra (PER)                                                             | 14:57.61   | Vidal Basco (BOL)                                                                           | 14:59.49   | Paul Ramírez (PER)                                                              | 14:59.85   |
| 10 000 metros               | Vidal Basco (BOL)                                                            | 31:14.72   | Yuri Labra (PER)                                                                            | 31:56.16   | Juan Carlos Huiza (BOL)                                                         | 31:59.52   |
| 20 km marcha atlética       | César Rodríguez (PER)                                                        | 1:24:51.85 | Jhonatan Amores (ECU)                                                                       | 1:25:12.25 | Paolo Yurivilca (PER)                                                           | 1:25:44.23 |
| 110 metros barreiras        | Rafael Henrique Pereira (BRA)                                                | 13.76      | Fanor Escobar (COL)                                                                         | 14.02      | Juan Pablo Germain (CHI)                                                        | 14.12      |
| 400 metros barreiras        | Alison Santos (BRA)                                                          | 50.56      | Mikael Antonio de Jesus (BRA)                                                               | 51.13      | Ian Corozo (ECU)                                                                | 51.92      |
| 3.000 metros com obstáculos | Diego Arevalo (ECU)                                                          | 9:24.61    | Yessy Apaza (BOL)                                                                           | 9:27.50    | Yonathan Ichiparra (PER)                                                        | 9:35.66    |
| 4×100 metros estafetas      | Colômbia · Fanor Escobar · Anthony Zambrano · Luis Arizala · Jhonny Rentería | 40.08      | Chile · Ignacio Nordetti · Enzo Faulbaum · Andrés Steuer · Juan Pablo Germain               | 40.60      | Equador · Steven Charcopa · Carlos Perlaza · Anderson Marquinez · Steeven Salas | 41.09      |
| 4×400 metros estafetas      | Colômbia · Luis Arizala · Nicolas Salinas · Kevin Mina · Anthony Zambrano    | 3:09.77    | Brasil · Rafael Henrique Pereira · Matheus Pessoa · Alison Santos · Bruno Benedito da Silva | 3:09.90    | Equador · Damian Carcelen · Kenny León · Carlos Perlaza · David Cetre           | 3:13.17    |
| Salto em altura             | Jorge Luís da Graça (BRA)                                                    | 2.10 m     | Andy Preciado (ECU)                                                                         | 2.05 m     | Claudio da Silva (BRA)                                                          | 2.05 m     |
| Salto com vara              | Bruno Spinelli (BRA)                                                         | 5.20 m     | Pablo Chaverra (COL)                                                                        | 5.20 m     | Dyander Pacho (ECU)                                                             | 5.10 m     |
| Salto em comprimento        | Samory Fraga (BRA)                                                           | 7.42 m     | Fabrizio Mautino (PER)                                                                      | 7.26 m     | Brian López (ARG)                                                               | 7.25 m     |
| Salto triplo                | Ulisses Costa (BRA)                                                          | 15.87 m    | Geinner Moreno (COL)                                                                        | 15.76 m    | Frixon Chila (ECU)                                                              | 15.69 m    |
| Arremesso de peso           | Wellington Morais (BRA)                                                      | 19.85 m    | José Miguel Ballivián (CHI)                                                                 | 16.40 m    | Saymon Hoffmann (BRA)                                                           | 16.39 m    |
| Lançamento de disco         | Cleverson Oliveira (BRA)                                                     | 52.80 m    | Wellinton da Cruz (BRA)                                                                     | 52.29 m    | José Miguel Ballivián (CHI)                                                     | 52.11 m    |
| Lançamento do martelo       | Humberto Mansilla (CHI)                                                      | 76.87 m ,  | Joaquín Gómez (ARG)                                                                         | 75.96 m    | Gabriel Kehr (CHI)                                                              | 74.31 m    |
| Lançamento do dardo         | Francisco Muse (CHI)                                                         | 76.91 m    | Pedro Luiz Barros (BRA)                                                                     | 76.32 m    | Pedro Henrique Rodrigues (BRA)                                                  | 71.57 m    |
| Decatlo                     | Sergio Pandiani (ARG)                                                        | 7119 pts   | César Jofre (CHI)                                                                           | 6873 pts   | Luiz Henrique Santos (BRA)                                                      | 6772 pts   |

### Feminino
| Evento                      | Ouro                                                                             | Ouro       | Prata                                                                                | Prata      | Bronze                                                                        | Bronze     |
| --------------------------- | -------------------------------------------------------------------------------- | ---------- | ------------------------------------------------------------------------------------ | ---------- | ----------------------------------------------------------------------------- | ---------- |
| 100 metros                  | Ángela Tenorio (ECU)                                                             | 11.09      | Vitória Cristina Rosa (BRA)                                                          | 11.17      | Gabriela Suárez (ECU)                                                         | 11.50      |
| 200 metros                  | Vitória Cristina Rosa (BRA)                                                      | 23.04      | Gabriela Suárez (ECU)                                                                | 23.44      | Evelyn Rivera (COL)                                                           | 23.69      |
| 400 metros                  | Martina Weil (CHI)                                                               | 52.60      | Tiffani Marinho (BRA)                                                                | 52.95      | Eliana Chávez (COL)                                                           | 53.11      |
| 800 metros                  | Johana Arrieta (COL)                                                             | 2:09.65    | Martina Escudero (ARG)                                                               | 2:13.42    | Carolina Lozano (ARG)                                                         | 2:15.38    |
| 1 500 metros                | Micaela Levaggi (ARG)                                                            | 4:31.60    | Katherine Tisalema (ECU)                                                             | 4:31.88    | Saida Meneses (PER)                                                           | 4:33.53    |
| 5 000 metros                | Saida Meneses (PER)                                                              | 17:20.54   | Sheyla Eulogio (PER)                                                                 | 17:58.99   | Lizbeth Vicuna (ECU)                                                          | 18:10.46   |
| 10 000 metros               | Thalia Valdivia (PER)                                                            | 36:58.03   | Sheyla Eulogio (PER)                                                                 | 38:18.86   | María Fernanda Montoya (COL)                                                  | 38:25.89   |
| 20 km marcha atlética       | Leyde Guerra (PER)                                                               | 1:32:12.42 | Karla Jaramillo (ECU)                                                                | 1:35:43.03 | Mishell Semblantes (ECU)                                                      | 1:43:33.89 |
| 100 metros barreiras        | Micaela de Mello (BRA)                                                           | 13.31      | Maribel Caicedo (ECU)                                                                | 13.54      | Triana Alonso (PER)                                                           | 14.09      |
| 400 metros barreiras        | Fiorella Chiappe (ARG)                                                           | 56.25      | Chayenne da Silva (BRA)                                                              | 59.21      | Marlene dos Santos (BRA)                                                      | 59.52      |
| 3.000 metros com obstáculos | Katherine Tisalema (ECU)                                                         | 10:45.80   | Rina Cjuro (PER)                                                                     | 10:47.25   | Erika Pilicita (ECU)                                                          | 11:18.41   |
| 4×100 metros estafetas      | Equador · Katherine Chillambo · Ángela Tenorio · Marina Poroso · Gabriela Suárez | 44.18      | Chile · Poulette Cardoch · Martina Weil · María Ignacia Montt · Javiera Cañas        | 45.55      | Colômbia · Shelsy Romero · Damaris Palomeque · Eliana Chávez · Evelyn Rivera  | 45.57      |
| 4×400 metros estafetas      | Colômbia · Lina Licona · Johana Arrieta · Damaris Palomeque · Eliana Chávez      | 3:35.50    | Brasil · Marlene dos Santos · Micaela de Mello · Chayenne da Silva · Tiffani Marinho | 3:42.38    | Equador · Andreina Minda · Coraima Cortez · Marina Poroso · Virginia Villalba | 3:43.91    |
| Salto em altura             | María Fernanda Murillo (COL)                                                     | 1.80 m     | Victoria Rozas (CHI)                                                                 | 1.73 m     | Kenia Briones (ECU)                                                           | 1.70 m     |
| Salto com vara              | Juliana Campos (BRA)                                                             | 4.40 m     | Katherin Castillo (COL)                                                              | 4.20 m     | Nicole Hein (PER)                                                             | 4.00 m     |
| Salto em comprimento        | Aries Sánchez (VEN)                                                              | 6.42 m     | Mirieli Santos (BRA)                                                                 | 6.049 m    | Leticia Melo (BRA)                                                            | 5.94 m     |
| Salto triplo                | Mirieli Santos (BRA)                                                             | 13.34 m    | Adriana Chila (ECU)                                                                  | 13.06 m    | Valeria Quispe (BOL)                                                          | 12.79 m    |
| Arremesso de peso           | Amanda Scherer (BRA)                                                             | 15.68 m    | Ailén Armada (ARG)                                                                   | 15.58 m    | Yerlyn Palacios (COL)                                                         | 14.96 m    |
| Lançamento de disco         | Ailén Armada (ARG)                                                               | 54.40 m    | Valquiria Meurer (BRA)                                                               | 52.04 m    | Yerlyn Palacios (COL)                                                         | 48.50 m    |
| Lançamento do martelo       | Mayra Gaviria (COL)                                                              | 62.10 m    | Ximena Zorrilla (PER)                                                                | 61.84 m    | Mariana García (CHI)                                                          | 61.59 m    |
| Lançamento do dardo         | Laura Paredes (PAR)                                                              | 55.59 m    | Yuleixi Angulo (ECU)                                                                 | 54.95 m    | Merly Palacios (COL)                                                          | 52.98 m    |
| Heptatlo                    | Martha Araújo (COL)                                                              | 5818 pts   | Jenifer Nicole Norberto (BRA)                                                        | 5290 pts   | Keiverlyn González (VEN)                                                      | 4905 pts   |

## Quadro de medalhas
O quadro geral de medalhas foi destacado. 
| Ordem | País      | Medalha de ouro | Medalha de prata | Medalha de bronze | Total |
| ----- | --------- | --------------- | ---------------- | ----------------- | ----- |
| 1     | Brasil    | 15              | 12               | 7                 | 34    |
| 2     | Colômbia  | 9               | 4                | 7                 | 20    |
| 3     | Peru      | 5               | 8                | 6                 | 19    |
| 4     | Argentina | 5               | 4                | 2                 | 11    |
| 5     | Equador   | 4               | 9                | 11                | 24    |
| 6     | Chile     | 3               | 5                | 8                 | 16    |
| 7     | Bolívia   | 1               | 2                | 2                 | 5     |
| 8     | Paraguai  | 1               | 0                | 0                 | 1     |
| Total | Total     | 43              | 44               | 43                | 130   |

## Tabela de pontos
A pontuação final foi destacada. 
| Posição           | Nacionalidade | Pontos |
| ----------------- | ------------- | ------ |
| Medalha de ouro   | Brasil        | 282    |
| Medalha de prata  | Equador       | 237    |
| Medalha de bronze | Colômbia      | 206    |
| 4                 | Chile         | 152    |
| 5                 | Peru          | 148    |
| 6                 | Argentina     | 132    |
| 7                 | Bolívia       | 38     |
| 8                 | Venezuela     | 32     |
| 9                 | Paraguai      | 18     |
| 10                | Guiana        | 5      |
| 11                | Uruguai       | 3      |

| Posição           | Nacionalidade | Pontos |
| ----------------- | ------------- | ------ |
| Medalha de ouro   | Brasil        | 162    |
| Medalha de prata  | Equador       | 99     |
| Medalha de bronze | Chile         | 95     |
| 4                 | Colômbia      | 91     |
| 5                 | Peru          | 70     |
| 6                 | Argentina     | 69     |
| 7                 | Bolívia       | 28     |
| 8                 | Venezuela     | 12     |
| 9                 | Uruguai       | 3      |
| 10                | Paraguai      | 0      |
| 11                | Guiana        | 0      |

| Posição           | Nacionalidade | Pontos |
| ----------------- | ------------- | ------ |
| Medalha de ouro   | Equador       | 138    |
| Medalha de prata  | Brasil        | 121    |
| Medalha de bronze | Colômbia      | 115    |
| 4                 | Peru          | 78     |
| 5                 | Argentina     | 63     |
| 6                 | Chile         | 57     |
| 7                 | Venezuela     | 20     |
| 8                 | Paraguai      | 18     |
| 9                 | Bolívia       | 10     |
| 10                | Guiana        | 5      |
| 11                | Uruguai       | 0      |

## Participantes
Um total de 233 atletas de 11 nacionalidades participou do evento.
| - Argentina (21) - Bolívia (7) - Brasil (42) - Chile (28) | - Colômbia (28) - Equador (57) - Guiana (3) - Paraguai (8) | - Peru (26) - Uruguai (2) - Venezuela (11) |

Legenda
| Recorde mundial       | Recorde mundial (World record)               |                       | Recorde africano                      | Recorde africano (African) |                                           | Q | Classificado por posição (Qualified) |
| Recorde do campeonato | Recorde do campeonato (Championship record)  | Recorde da América    | Recorde da América (Americas)         | q                          | Classificado por melhor tempo (Qualified) |   |                                      |
| Melhor marca do ano   | Melhor marca do ano (World leading)          | Recorde asiático      | Recorde asiático (Asian)              | DNS                        | Não largou (Did not start)                |   |                                      |
| Recorde nacional      | Recorde nacional (National record)           | Recorde europeu       | Recorde europeu (European)            | DNF                        | Não terminou (Did not finish)             |   |                                      |
| Recorde pessoal       | Recorde pessoal do atleta (Personal best)    | Recorde da Oceania    | Recorde da Oceania (Oceania)          | DSQ / DQ                   | Desclassificado (Disqualified)            |   |                                      |
| Recorde da temporada  | Recorde da temporada do atleta (Season best) | Recorde sul-americano | Recorde sul-americano (South America) | NM                         | Sem marca (No mark)                       |   |                                      |